# 이스 (신화)

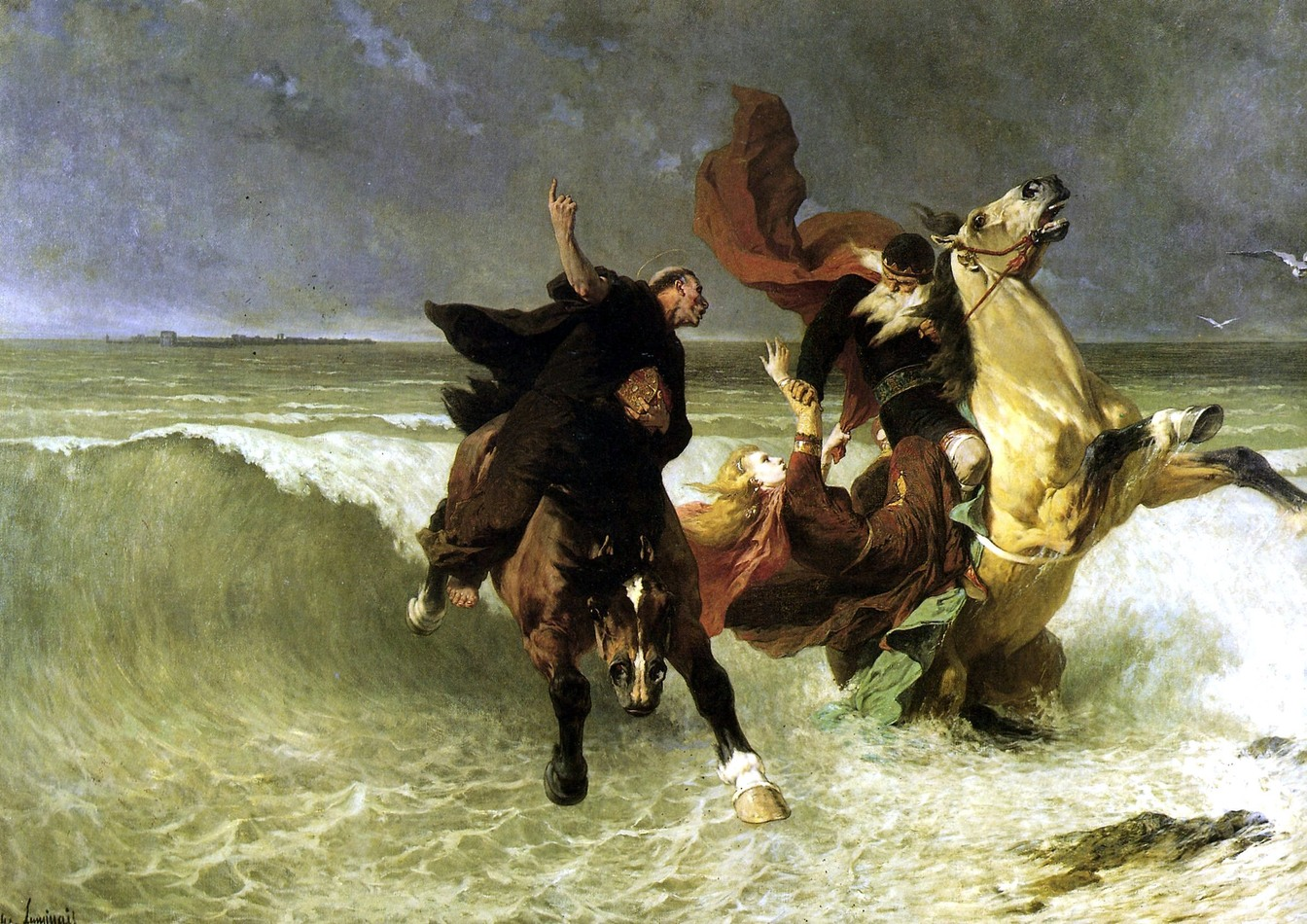
《그라들롱 왕의 결투》(Saint Guénolé demandant à Gradlon d'abandonner sa fille),E. V. Luminais 작품, 1884 (Musée des Beaux-Arts, 켕페르)

이스(YS; 브르타뉴어: Is 또는 Ker-Is; 프랑스어: Ker-Ys)는 신화속의 도시이다. 이스는 브르타뉴 지방의 두아르느네(Douarnenez)만 부근에 지어졌으나, 바닷속에 잠기게 된다.

## 전설

### 기원
여러 전승에 따르면, 꼬르누아이유(Cornouaille)의 왕 그라들롱(Gradlon)의 딸, 다훗(Dahut)은 바다를 매우 좋아하여 아버지에게 도시를 지어달라 부탁했다. 왕은 딸의 요청을 받아들여 해수면보다 낮은 곳에 도시를 세웠다고 한다. 이 도시가 바로 이스이다.
또 다른 전승에 따르면, 이스는 그라드롱 왕의 시대보다 2천년이나 먼저 세워졌다. 위치는 지금의 도아르네네즈만에서 조금 떨어진 곳이었다. 하지만, 브르타뉴 지방이 서서히 가라앉았기 때문에, 그라드롱이 통치한 시기에는 만조때에 해수면보다 낮은곳에 도시가 위치했다고 한다.
이스는 제방으로 보호되고 있었으며, 제방의 문을 열 수 있는 열쇠는 왕만 가지고 있었다.

### 멸망
이스는 세상에서 제일 아름다운 도시였으나 성 윈왈로에의 설교에도 불구하고 다훗의 영향으로 타락하게 된다. 그녀는 성적으로 문란하였을뿐만 아니라 아침이 되면 상대자를 죽이는 버릇이 있었다. 이 때문에 신은 그녀를 벌하려 했다.
그러던 어느 날, 붉은 옷을 입은 기사가 이스를 찾아온다. 다훗은 그와 하룻밤을 보내기를 원했다. 그날 밤은 폭풍우가 몰아쳤고, 누구나 거대한 파도가 제방에 부딛히는 소리를 들을 수 있었다. 다훗은 "폭풍은 신경쓰지 말아요. 도시의 문은 튼튼하고, 그 문의 열쇠는 저의 아버지 그라드롱 왕이 항상 목에 걸고 다녀요."라고 기사에게 말했다. 기사가 답하기를, "아버지가 잠들었을 때, 당신이라면 열쇠를 쉽게 가져올 수 있겠군요." 다훗은 열쇠를 훔쳐 그 기사에게 주었다. 하지만 그 기사는 악마였고, 악마는 제방의 문을 열었다.(다른 전승에 따르면 문을 연 것은 다훗이라고 한다.)
폭풍이 몰아치던 한밤중에 제방의 문이 열렸고, 이스에 몰아친 거대한 파도는 이스를 무너뜨렸다. 그라들롱과 다훗은 마법의 힘을 지닌 말 모바크 (Morvarc'h)에 올라탔다. 성 윈왈로에는 그라들롱에게 다가가 "뒤에 타고 있는 악마를 밀쳐내십시오!"라고 이야기했다. 그라드롱은 처음에는 거부했으나, 결국 그의 딸을 바다로 던져버렸다. 바다에 빠진 다훗은 인어가 되었다.(전설에 따르면 이 인어는 오늘날 흔히 사람들이 상상하는 모습이 아닌 완벽한 사람의 형상을 띠고 있다.)
그라들롱은 켕페르(Quimper)로 피난했다. 그라들롱의 기마상은 현재도 생 꼬랭땅 성당(the Cathedral of Saint Corentin)에 남아있다. 파도가 잠잠해지면 이스의 교회에서 울리는 종소리가 들린다고 하며, 전설에 따르면 파리가 물에 잠기는 날, 이스가 다시 솟아오른다고 한다.("Par-Is"는 브르타뉴어로 "이스와 비슷"하다는 뜻이다.)
이 이야기는 전통 드루이드교에 대한 기독교의 승리로 해석되기도 한다. 그라들롱은 성 윈왈로에의 설득으로 개종하였고, 다훗과 이스의 대부분의 주민들은 드루이드교 숭배자였다. 브르타뉴 지방의 동화에 따르면 그라들롱은 기독교식 예배당을 짓기 전에 브르타뉴 지방의 마지막 드루이드를 만났다고 한다. 그의 장례는 기독교 식의 장례가 아니었지만 그라들롱은 이를 지켜보았다.

## 전설의 활용
이스의 전설은 1839년까지는 브르타뉴 지방에만 알려져 있었으나, 빌레마끄 (Villemarqué)가 유럽 각지의 전설들을 기반으로 한 노래들을 정리하여 바자즈 브레즈 (Barzaz Breizh)라는 책을 출판한 이후 널리 알려졌다. 이스에 대한 내용은 이 책에 수록되어 있는 노래중 가장 오래된 것중 하나이다. 중세의 시인 마리 드 프랑스(Marie de France)도 이스의 전설을 바탕으로 시를 썼다.

### 음악
- 헤비 메탈 밴드 Bal-Sagoth는 그들의 노래에 이스에 대한 내용을 많이 담았다.

### 게임
- 1987년, 일본의 게임회사 Falcom에서 이스라는 제목의 게임을 발매했다. 이 게임 시리즈는 일본과 미국에서 유명하다.